# Melinda May
Melinda Qiaolian May, detta "La Cavalleria" (The Cavalry), è un personaggio immaginario creato per la serie televisiva Agents of S.H.I.E.L.D. (2013) ad opera di Joss Whedon, Jed Whedon e Maurissa Tancharoen. Il personaggio compare per la prima volta nei Marvel Comics in S.H.I.E.L.D. (vol. 3) n. 1 (febbraio 2015), creato da Mark Waid (testi) e Carlos Pacheco (disegni).
Leggendaria agente dello S.H.I.E.L.D. caratterizzata dai modi taciturni e dal passato misterioso, May è un'amica di vecchia data nonché braccio destro di Phil Coulson; originariamente concepita per il franchise televisivo del Marvel Cinematic Universe, il personaggio ha successivamente riscosso una tale popolarità da venire introdotto ufficialmente nell'Universo Marvel.

## Storia editoriale
Esordita come comprimaria della serie televisiva Agents of S.H.I.E.L.D. fin dal primo episodio, originariamente il personaggio avrebbe dovuto chiamarsi Althea Rice tuttavia, dopo il casting di Ming-Na Wen, per evitare l'infelice associazione di concetti cui si sarebbe andati incontro chiamando una donna asioamericana "Rice" (in italiano: "riso"), gli sceneggiatori hanno deciso di cambiarle nome facendo invece riferimento al brano musicale del 1851 di Stephen Foster "Melinda May". Curiosamente, nella versione in lingua italiana della serie, Wen, voce originale di Mulan nell'omonimo 36º Classico Disney ed in tutte le sue successive apparizioni, è doppiata da Laura Lenghi, che ha dato voce all'attrice solo nel doppiaggio italiano della suddetta principessa Disney.
Visto il successo riscosso dal personaggio, viene poi introdotta nella continuity a fumetti dal team creativo composto da Mark Waid e Carlos Pacheco sulle pagine del terzo volume di S.H.I.E.L.D., testata fortemente ispirata alla serie TV e successivamente ribattezzata, per l'appunto, Agents of S.H.I.E.L.D..

## Biografia del personaggio
Nata a Sun City, Arizona, da William e Lian May, Melinda segue le orme della madre, agente dei servizi segreti canadesi, divenendo una dei migliori agenti dello S.H.I.E.L.D. e guadagnandosi la fama di leggenda vivente; nel corso degli anni di servizio conosce Phil Coulson, di cui diviene un'intima amica e confidente.
Nel corso di una missione in Bahrein, May si trova costretta ad assassinare a sangue freddo una bambina inumana per soccorrere un manipolo di agenti; evento che la lascia profondamente traumatizzata ma che consacra il suo status di figura leggendaria nell'organizzazione spionistica inoltre, avendo completato l'incarico senza neanche una perdita, da allora viene soprannominata "La Cavalleria".
Anni dopo, Coulson è promosso a Direttore Supremo delle Operazioni Speciali S.H.I.E.L.D., una sezione speciale che si occupa appunto di investigare e, qualora necessario, neutralizzare minacce di origine superumana o soprannaturale, e May viene nominata sua vice.

## Poteri e abilità
May è una grande esperta di combattimento corpo a corpo, tanto da venire spesso paragonata alla Vedova Nera o a Mimo nonché da saper affrontare senza problemi anche avversari dotati di poteri superumani. Abile stratega ed esperta di spionaggio, May è un'eccellente pilota e, nonostante non apprezzi l'uso delle armi, qualora necessario è in grado di servirsene con estrema maestria a prescindere che siano bianche, da fuoco o improvvisate.

## Altri media

### Televisione

May (in alto) e Mimo, disegni di Julian Totino Tedesco

- Melinda May, interpretata da Ming-Na Wen, esordisce nella serie televisiva Agents of S.H.I.E.L.D.[6] come braccio destro e seconda in comando di Phil Coulson nonché, dopo che questi viene nominato nuovo direttore dello S.H.I.E.L.D.[15], vicedirettrice de facto dell'agenzia.

### Videogiochi
- In Marvel Future Fight, May è un personaggio di supporto non giocabile.
- May compare nel videogioco LEGO Marvel's Avengers[16].